# Katholische Pfarrkirche Laa an der Thaya

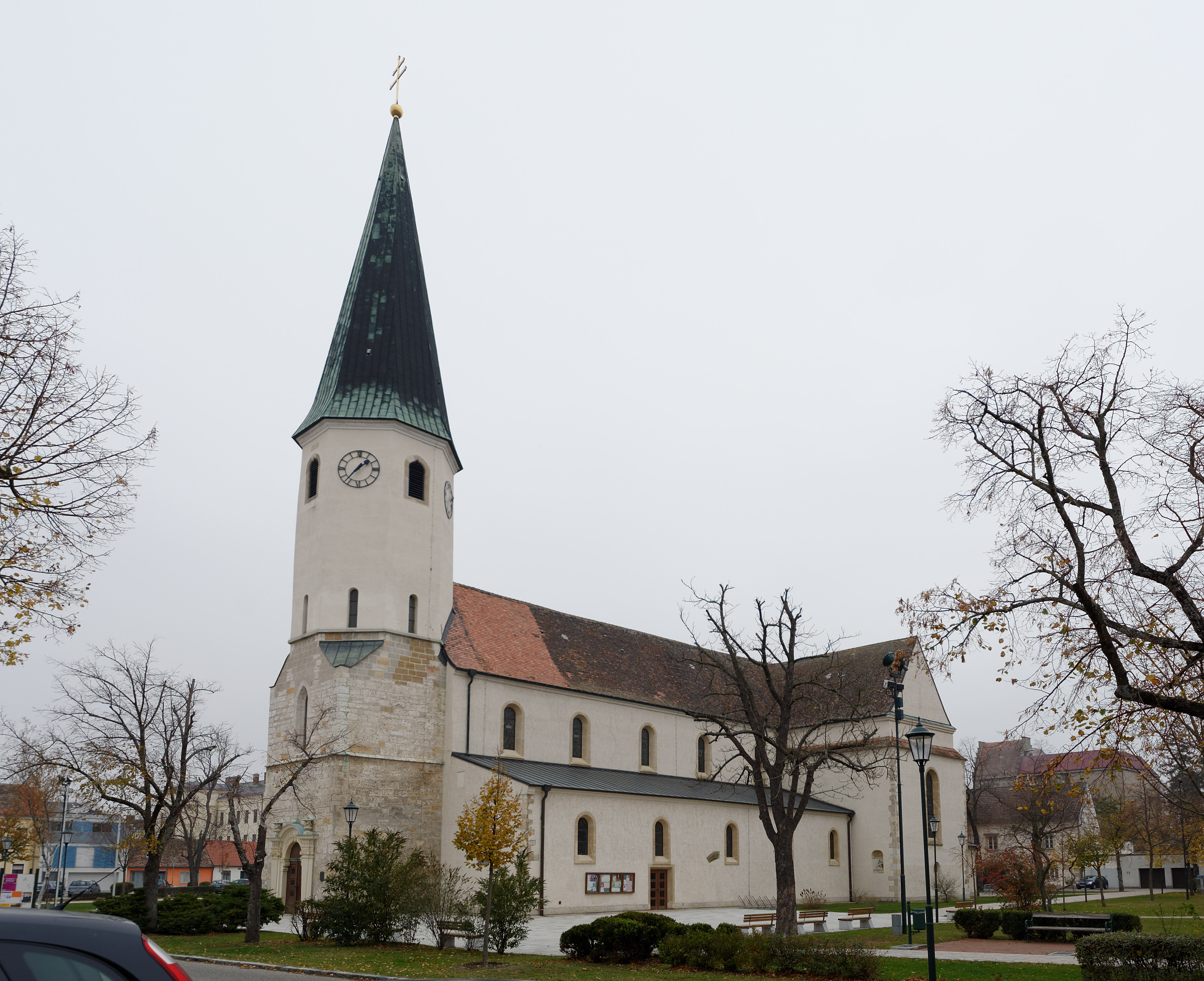
Ansicht der Kirche

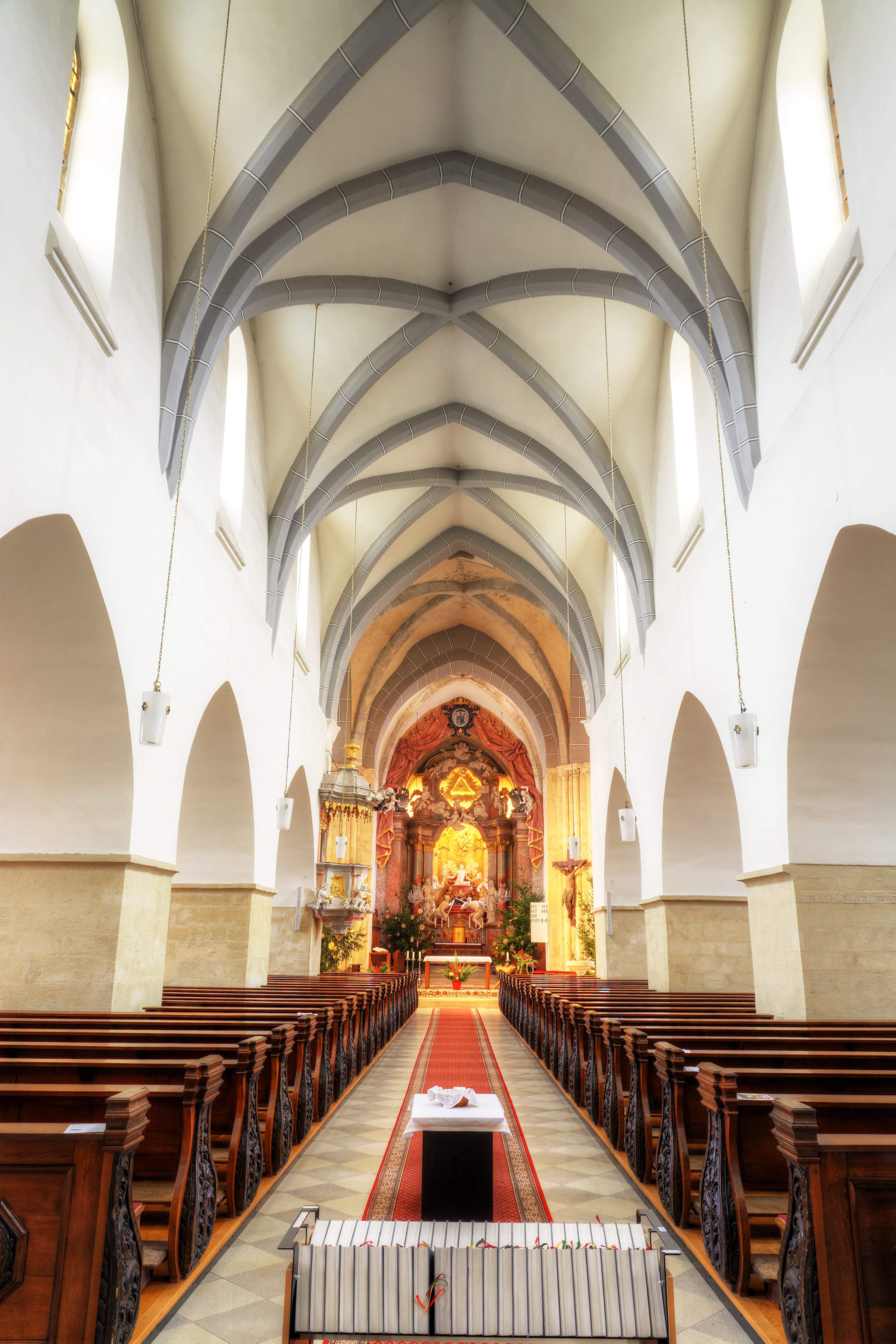
Blick vom Langhaus zum Hochaltar

Die römisch-katholische Pfarrkirche Laa an der Thaya steht am Kirchenplatz in der Stadt Laa an der Thaya in Niederösterreich. Die Stadtpfarrkirche Hl. Veit gehört zum Dekanat Laa-Gaubitsch in der Erzdiözese Wien. Die Kirche steht unter Denkmalschutz und gilt als eine der größten spätromanischen Kirchenbauten in Niederösterreich.

## Baugeschichte
Der Bau der Kirche in Form einer spätromanisch-frühgotischen Pfeilerbasilika wurde um 1240 begonnen und im dritten Viertel des 13. Jahrhunderts vorerst vollendet. Er weist in seinem Grundriss eine typisch romanische Struktur in Form eines lateinischen Kreuzes auf. Das Kirchenschiff ohne Turm ist 51 Meter lang und das Querschiff 26,5 Meter breit. Erst um 1400 wurde die Westfassade um den 52 Meter hohen Turm ergänzt. Ab 1700 wurden Hauptportal und Innenraum im Stil des Barock neugestaltet.
Die genaue Vermessung des romanischen Baus zeigte einen Achsknick, wobei sich die Achsen des Langhauses und des Chores möglicherweise am Sonnenaufgang des Palmsonntages und des Ostersonntages 1207 orientieren. Das wird als Absicht (Hinweis auf die Karwoche) interpretiert.

## Ausstattung

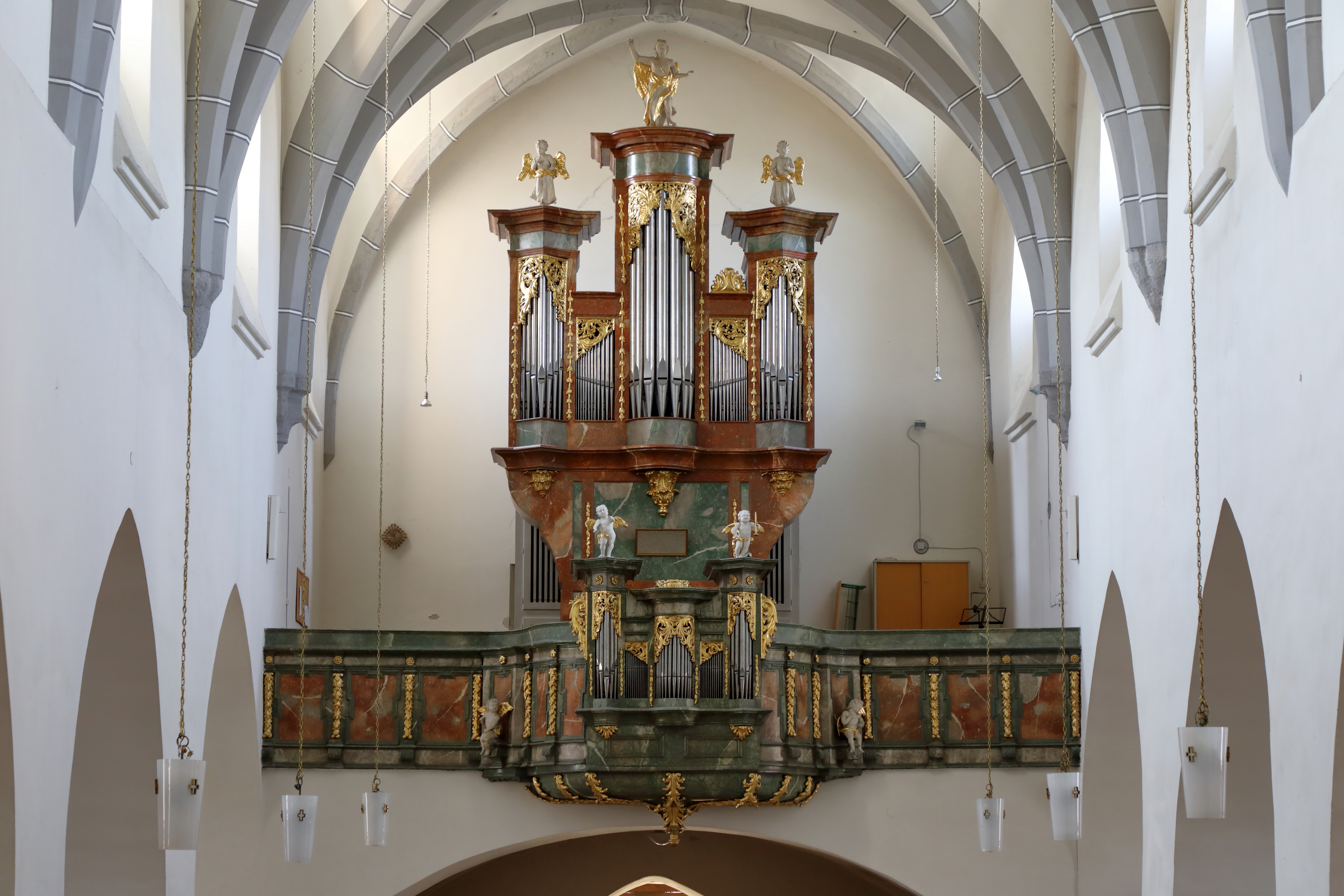
Orgelprospekt mit Rückpositiv aus dem Jahr 1728

### Hochaltar
Der barocke Hochaltar des Bildhauers Ignaz Lengelacher wurde 1745 geweiht. Er stellt in plastisch-räumlicher Darstellung das Martyrium des heiligen Veit, begleitet von zwei überlebensgroßen Figuren seiner Zieheltern, dar. Über dem Altar findet sich das Wappen des Stifters Joseph Anton Schiffer von Schifferstern.
Derselbe Stifter gab die 1756 eingebaute barocke Kanzel des Bildhauers Paul Oswald in Auftrag. Von seinen ehemals vier, die heiligen Evangelisten darstellenden Putten sind nur noch drei erhalten. Drei Reliefbilder mit biblischen Szenen ergänzen das Werk.

### Orgel
Die Orgel mit reichem Akanthusschnittwerk ist ein Werk von Christoph Pürner aus dem Jahr 1728. Im Jahr 1978 wurde von dem oberösterreichischen Orgelbauer Bruno Riedl ein neues Werk mit 25 Registern in das bestehende Gehäuse eingebaut.